# Miss France 1982
Miss France 1982 est la 52e élection de Miss France. Elle a lieu à l'Hôtel PLM Saint-Jacques, Paris en décembre 1981.
Sabrina Belleval, 16 ans, Miss Côte d'Azur 1981 remporte le titre et succède à Isabelle Benard, Miss France 1981.

## Candidates
D'après différentes photographies de l'époque, on peut remarquer parmi les candidates :
- Miss Jura
- Miss Littoral-Nord
- Miss Martinique
- Miss Poitou
- Miss Réunion
- Miss Roussillon
- Miss Savoie
- Miss Sarthe
- Miss Provence
- Miss Rouergue
- Miss Paris
- Miss Normandie
- Miss Île-de-France
- Miss Deux-Alpes
- Miss Languedoc
- Miss Franche-Comté
- Miss Grande-Motte
- Miss Lorraine
- Miss Mayotte
- Miss Haute-Savoie
- Miss Touraine
- Miss Toulouse
- Miss Tahiti
- Miss Deux-Alpes

## Classement final[2]
| Résultat         | Candidate        | Région                      |
| ---------------- | ---------------- | --------------------------- |
| Miss France 1982 | Sabrina Belleval | Miss Côte d'Azur            |
| 1re Dauphine     | Martine Philipps | Miss Franche-Comté          |
| 2e Dauphine      | Sylvie Wadoux    | Miss Côte d'Opale           |
| 3e Dauphine      | Muriel Sellier   | Miss Île de France          |
| 4e Dauphine      |                  | Miss Provence               |
| 5e Dauphine      |                  | Miss Deux-Alpes (incertain) |
| 6e Dauphine      | Mlle. Chalton    | Miss Roussillon             |

| Résultat                    | Candidate        | Région             |
| --------------------------- | ---------------- | ------------------ |
| Miss France Outre-Mer 1982  | Maryse Salaun    | Miss Calédonie     |
| Prix de l'Élegance          | Charlotte Ducamp | Miss Paris         |
| Prix du Costume Folklorique | Maimiti Kinander | Miss Tahiti        |
| Prix de Waleffe             | Corinne Gerstein | Miss Médoc         |
| Prix du Mannequin           | Muriel Sellier   | Miss Île-de-France |